# Marolterode
Marolterode è un comune di 317 abitanti della Turingia, in Germania.
Appartiene al circondario (Landkreis) dell'Unstrut-Hainich-Kreis (targa UH) ed è amministrato dal comune amministratore (Erfüllende Gemeinde) di Nottertal-Heilinger Höhen.